# Краткая форма прилагательных
Краткая форма прилагательных присуща только качественным прилагательным, относительные и притяжательные прилагательные краткой формы не имеют. Краткое имя прилагательное отвечает на вопросы: каков? какова? каково? каковы?
Качественные прилагательные могут иметь не только атрибутивные (полные), но и предикативные (краткие) формы:
сюжет интересный — сюжет интересен, повесть интересна, произведение интересно, сказки интересны.
В русском языке от кратких форм произошли полные, так как в праславянском языке существовали только прилагательные, ставшие сейчас краткими.
Краткая форма прилагательных в современном русском языке носит преимущественно книжный характер, полная форма является нейтральной.

## Соотношение кратких и полных форм прилагательных в русском языке
С точки зрения соответствия лексических значений можно выделить три типа соотношений полных и кратких форм прилагательных:
- краткие и полные формы, совпадающие по своему лексическому значению: послушный малыш — малыш послушен, знойный день — день зноен, непреклонный характер — характер непреклонен;

- краткие и полные формы в многозначных словах совпадают только в отдельных значениях:

Бедный — 1. Достойный сожаления, несчастный. Краткой формы не будет.
2. Неимущий. Краткая форма — беден. Старик был беден.
Фальшивый — 1. Ненастоящий, поддельный. Краткой формы нет. Рукопись фальшивая.
2. Неискренний. Краткая форма — фальшив. Чувства фальшивы.
- краткая форма прилагательного отличается от полной значением и рассматривается как семантический синоним:

а). полная форма обозначает постоянный признак, краткая — временный: ребёнок болен — ребёнок больной, ребёнок здоров — ребенок здоровый;
б). краткая форма прилагательного указывает на избыток проявления признака: блузка пёстрая (пестра), бабушка старая (стара);
в). полная форма обозначает безотносительный признак, краткая — признак по отношению к чему-либо: платье короткое — платье коротко, джинсы узкие — джинсы узки.
В некоторых случаях значение полных и кратких форм настолько расходится, что они воспринимаются как разные слова: погода стояла ясная — цель похода была ясна.